# 육혈포 강도단
《육혈포 강도단》(영어: Robbery)은 2010년에 개봉한 대한민국의 영화이다.

## 줄거리
평균 나이 65세! 최고령 강도단이 나타났다!
남편과 자식들에게 무시당하고 구박받고 의지할 사람이라고는 서로가 전부인 세 할머니 정자, 영희, 신자. 세 사람은 오래전부터 하와이 여행을 목표로 삼으며 악착같이 돈을 모은다. 그렇게 8년후, 이제 여행사에 돈을 입금시키러 은행에 갔는데 하필 그 타이밍에 복면을 쓴 2인조 강도단이 나타나 돈을 훔쳐가고 말았다. 8년이나 모은 돈을 한순간에 잃은 세 사람은 엄청난 충격을 받는 한편, 자신들이 직접 범인을 몰색하기로 한다. 단서라고는 오직 하나. 팔에 새겨진 나비문신이 전부였다.
영희 아들이 알려준 문제의 남자가 사는 동네에서 종일 잠복근무를 한 끝에, 마침내 용의자를 찾아내는 데 성공했다. 남자의 이름은 방준석. 2인조 강도단 중 돈을 훔치는 역할이었지만 공범이 혼자 돈을 들고 튀는 바람에 스트레스가 폭발하기 직전이었다. 기껏 찾아낸 준석에게도 단서가 없어서 기운이 빠지려는 찰나, 정자가 무모한 제안을 했다. 바로 자신들이 직접 은행을 털자는 것. 신자는 그냥 돈을 다시 모으자고 했고 영희도 말년을 감옥에서 보낼 일 있느냐며 반대했다. 정자는 어차피 사는 게 감옥이라는 이유로 암 이야기까지 꺼냈다. 이어 두 사람이 안하겠다며 자기 혼자서라도 하겠다고 했다. 이 말을 들은 영희는 하자고 하며 신자까지 강제로 끌어들였다.
준석은 처음에는 그 나이에 무슨 강도짓이냐며 세 사람을 비웃었다. 하지만 곧 세 사람을 '누님'으로 칭하며 강도일에 필요한 사격, 근력 키우기 등을 가르치기 시작했고 어느새 세 사람과 하나가 되어있었다. 그렇게 준석의 훈련으로 강도의 면모를 갖춘 세 할머니들은 문제의 은행에 다시 달려간다. 과연, 세 사람은 무사히 잃어버린 돈을 돌려받고 하와이로 날아갈수 있을까?

## 캐스팅
- 나문희 : 김정자 역
- 김수미 : 손영희 역
- 김혜옥 : 공신자 역
- 임창정 : 방준석 역
- 김희원 : 김성식 형사 역
- 김광규 : 노진성 강력팀장 역
- 강경헌 : 양 형사 역
- 장원영 : 신자 아들 역
- 전헌태 : 은행 과장 역
- 조한희 : 뚱아줌마 역
- 라미란 : 미시아줌마 역
- 염동헌 : 중년남자 역
- 이민아 : 은행 여직원1 역
- 이은우 : 은행 여직원2 역
- 정문선 : 은행여직원3 역
- 강선미 : 은행여직원4 역
- 윤미영 : 신자 며느리 역
- 윤미 : 영희 딸 역
- 김희창 : 청원경찰 역
- 송경화 : 여자 구급대원 역
- 이민웅 : 데이트남 역
- 김민좌 : 데이트녀 역
- 김시권 : 오토바이남 역
- 설주영 : 오토바이여 역
- 이세랑 : 병원여교도관 역
- 강수영 : 50대 아줌마 역
- 이준혁 : 공업사 주인 역
- 최동헌 : 지애 매니저 역
- 권오진 : 남자 노인 1 역
- 한국진 : 형사 1 역
- 남문철 : 수사과 형사 역
- 이지우 : 영희 손녀 역
- 김도연 : 슈퍼 직원 역
- 우상전 : 부자 노인 역
- 이창 : 교통과 팀장 역
- 홍민희 : 과거 정자 역
- 천정하 : 정자 집 주인 역
- 이채은 : 과거 영희 역
- 공유석 : 고 형사 역 (특별 출연)
- 손광업 : 단속 경찰 역 (특별 출연)
- 김병철 : 여행사 직원 역 (특별 출연)
- 배성우 : 영희 아들 역 (특별 출연)
- 김광식 : 슈퍼 주인 역  (특별 출연)
- 박상혁 : 화장실 남 1 역 (특별 출연)
- 유영채 : 화장실 남 2 역 (특별 출연)
- 유하나 : 지애 역 (특별 출연)
- 서승원 : 손목 남자 역 (특별 출연)